# Émetteur de Roumoules

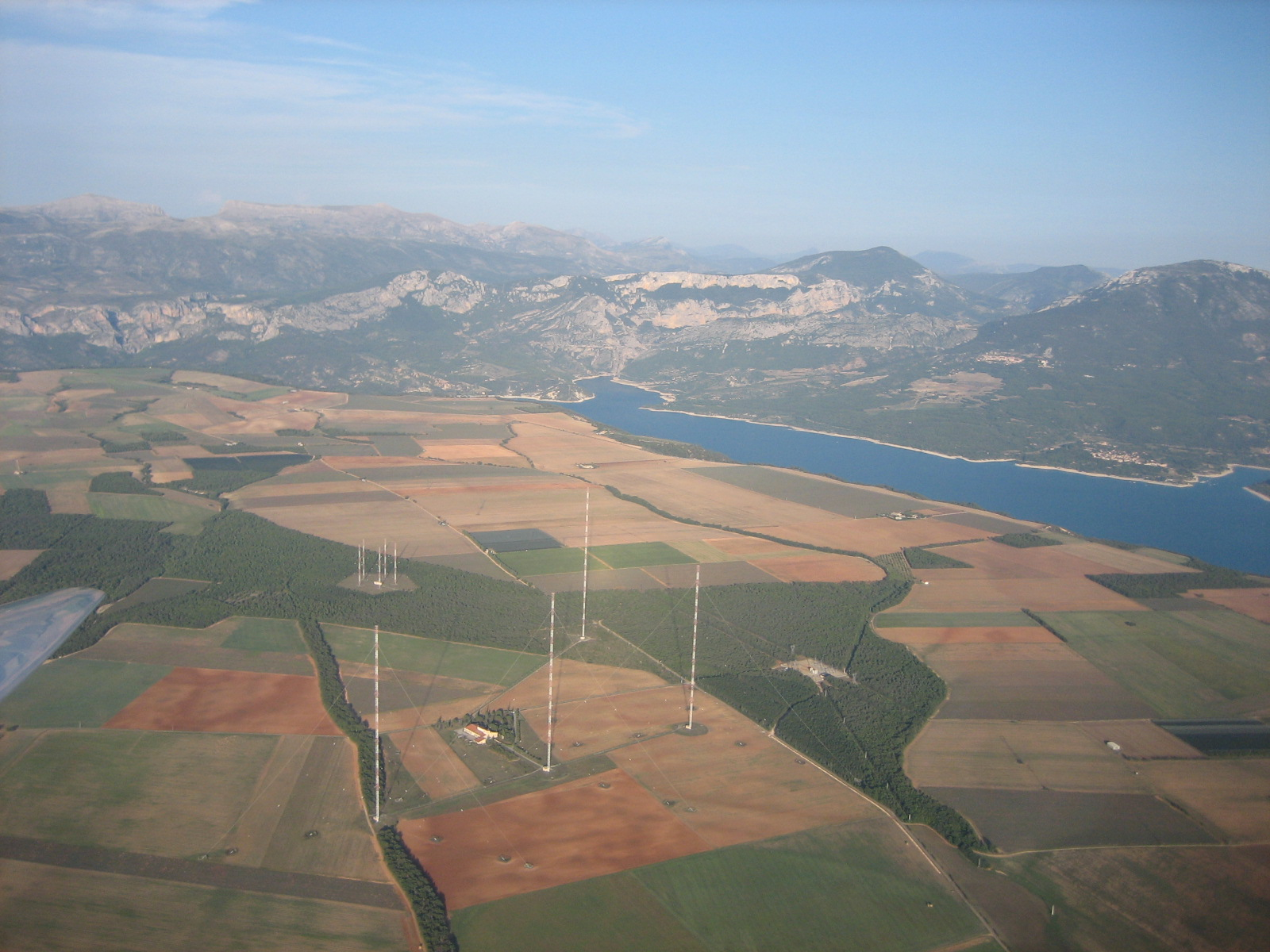
Vue aérienne du centre émetteur. Les trois pylônes alignés constituent l'antenne principale qui rayonne vers Brest, le pylône de secours, plus isolé, rayonne de manière omnidirectionnelle. À l'arrière plan, les cinq pylônes diffusant les programmes religieux de la TWR dans cinq directions possibles.

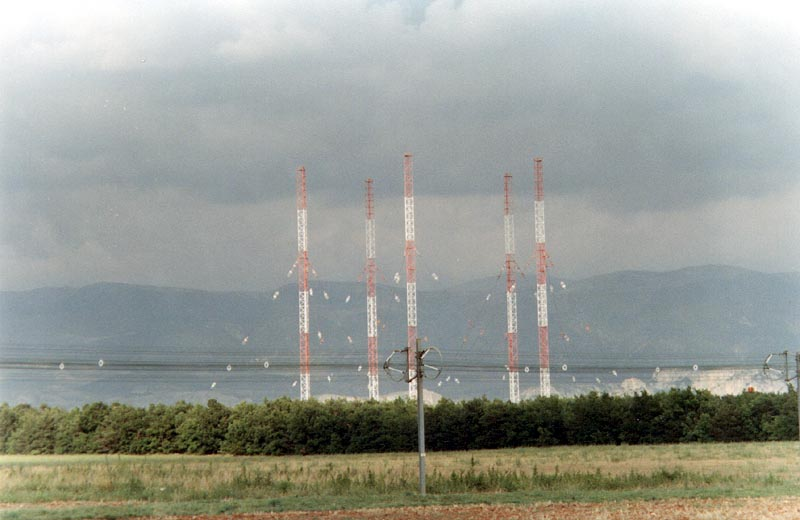
Ensemble des cinq pylônes en ondes moyennes qui diffusent le programme de la TWR sur 1467 kHz (.

Le centre émetteur de Roumoules a diffusé sur les grandes ondes, du 15 juillet 1974 au 28 mars 2020, le programme de Radio Monte-Carlo  (RMC). Il diffuse sur ondes moyennes les programmes religieux de Trans World Radio (en) (TWR). Il est situé à une altitude proche de 600 mètres sur le territoire de la commune de Roumoules, sur le plateau de Valensole, à proximité immédiate du lac de Sainte-Croix dans les Alpes-de-Haute-Provence (France).

## Histoire
Courant 1965, RMC émet sur ondes moyennes 205 mètres (1 467 kHz) avec un émetteur de 400 kW qui dessert les Alpes-Maritimes, le Var, une partie des Bouches-du-Rhône et des Alpes-de-Haute-Provence. 
Elle souhaite élargir sa zone d'écoute et inaugure son premier centre de diffusion grandes ondes, avec le centre émetteur de la Madone, situé au-dessus de la Principauté, à 1 000 mètres d'altitude, sur le territoire de la commune de Peille (Alpes-Maritimes). Équipé de deux émetteurs de 600 kW et de trois pylônes de 320 mètres orientés vers Bordeaux, car à l'époque, la radio norvégienne NRK diffuse aussi sur la même fréquence, les résultats obtenus ne furent pas ceux escomptés. La zone de diffusion couvrait le sud d'une ligne Valence-Bordeaux, la chaîne des Alpes faisant barrière à la propagation des ondes. Les régions situées plus au nord étaient donc moins bien couvertes. 
RMC a donc, quelques années plus tard cherché un nouveau site, à moins de 100 km de celui de la Madone pour cause de monopole de diffusion de l'époque par l'ORTF. 
Après une construction décidée à la fin de 1972 et achevée à la mi-1974, l'émetteur de Roumoules est à l'époque le plus important centre émetteur de Radio Monte-Carlo. Le premier émetteur de 1 000 kW a été mis en service le 15 juillet 1974 et le second le 15 octobre de la même année. Son fondateur est Lucien Allavena, alors directeur technique de Radio-Monte-Carlo .
Aujourd'hui, le centre de Roumoules appartient à la société Monaco Média Diffusion (MMD), (ex Monte-Carlo Radiodiffusion (MCR)), diffuseur radiophonique de la Principauté créée en 1994, filiale de TDF.
Le  28 mars 2020, RMC arrête sa diffusion depuis Roumoules (216 kHz).

## Caractéristiques techniques
Pourvu d'un système d'antenne directionnel comprenant trois pylônes de 300 mètres, à base constante triangulaire, orienté dans l'azimut 309° vers Nantes et Brest (afin de ne pas brouiller NRK, la radio nationale norvégienne, émettant à l'époque sur la même fréquence, muette depuis 1995), Roumoules a permis à RMC d’élargir jusqu'à tripler la superficie de sa zone d'écoute originelle au sud d'une ligne approximative Nantes-Paris-Reims-Dijon-Lons-le-Saunier.
Le plan de sol se compose d'un réseau de 200 km de fil de cuivre, enfouis à 80 cm sous terre, disposés en rayon à partir des pylônes et sur une superficie de 150 hectares.
Les conditions de conductivité sont favorisées par les alluvions situés dans les profondeurs du sous-sol du plateau de Valensole.
À la fin de la décennie 1970, le plateau de Valensole étant très exposé aux orages, un quatrième pylône de 330 mètres, à rayonnement omnidirectionnel, est venu s'ajouter en secours du système d'antenne initial.
C'est en 2000 que le diffuseur monégasque MCR décide de remplacer les deux blocs émetteurs à tétrodes par de nouveaux équipements de Thales Broadcast Multimédia, utilisant une technologie de radiodiffusion entièrement transistorisée (modules de puissance à semi-conducteurs, étages finaux à MOSFET). Il s'agit des blocs S7HP (« family of high-power, DRM-ready, long and medium-wave solid-state transmitters ») offrant la même puissance de diffusion.

## Alimentation en énergie
L'alimentation du centre en énergie électrique provient de deux lignes à haute tension, l'une de 150 kV et l'autre de 220 kV. 
Deux transformateurs de 5 MW procurent l'énergie nécessaire aux émetteurs. 
En cas de rupture de l'alimentation du réseau, un groupe électrogène de 2 200 kW assure le secours.

## Diffusion
Un troisième émetteur grandes ondes de 1 000 kW a été livré en 1983, en secours des deux premiers.
Un quatrième émetteur de 1 000 kW, installé en 1987 avec une antenne directive composée de cinq pylônes de 100 mètres de haut, formant un pentagone, permet de diffuser sur ondes moyennes les émissions de la TWR en direction de la Grande-Bretagne dans l'azimut 325°, des pays du Nord dans l'azimut 25°, de l'Est dans l'azimut 85°, mais aussi du Sud de l'Europe (Espagne, Portugal, Afrique du Nord dans l'azimut 241° ; Italie et Grèce dans l'azimut 150°).
L'émetteur de Roumoules diffusait de 6 heures à minuit sur 216 kHz le programme de RMC, avec une puissance de 1 500 KW  mais pouvait aller jusqu'à 2 400 kW, et diffuse sur 1 467 kHz, de 22h15 à 00h15 les programmes religieux de Trans World Radio (TWR), avec une puissance de 1 000 kW, lui conférant une portée pouvant atteindre 3 000 km.
Étant donné la forte progression de sa couverture FM au nord de la Loire, RMC a demandé en 2008 à son diffuseur (MCR) de ramener la puissance d'émission du programme grandes ondes à 1 500 kW de 6 heures à 20 heures et à 900 kW en dehors de cette tranche horaire.
Depuis décembre 2018, elle était abaissée à 900 kW en journée et à 600, la nuit.
Le  28 mars 2020, RMC arrête sa diffusion depuis Roumoules (216 kHz).

## Équipements hertziens en ondes longues
Pylônes ondes longues de RMC (septembre 2002) :

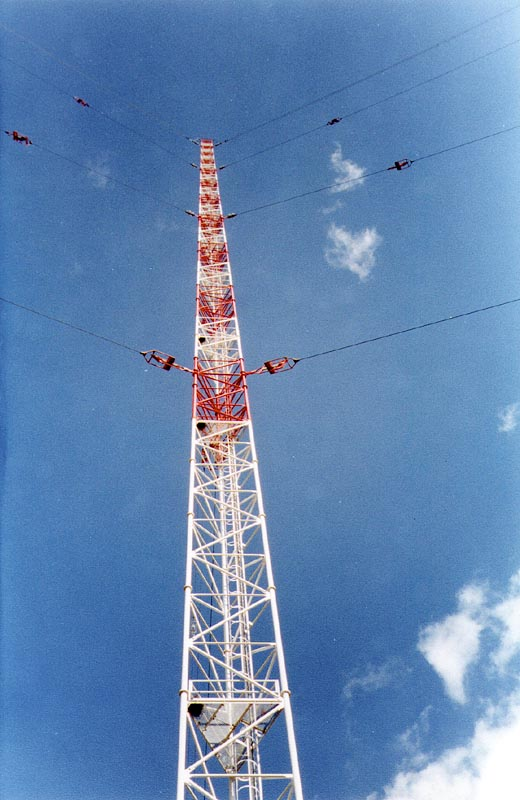
L'un des trois pylônes ondes longues diffusant le programme de RMC sur 216 kHz avec une puissance de 1 400 à 2 000 kW.
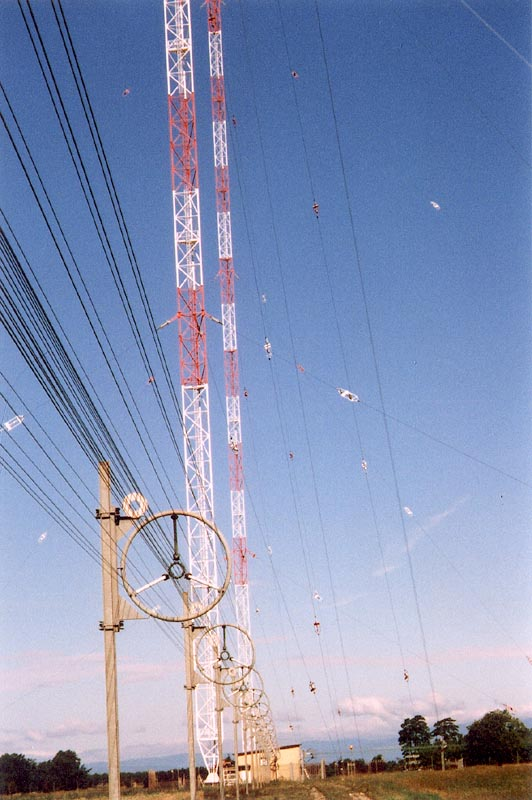
Pylônes ondes longues de RMC et ligne de feeder acheminant la modulation.
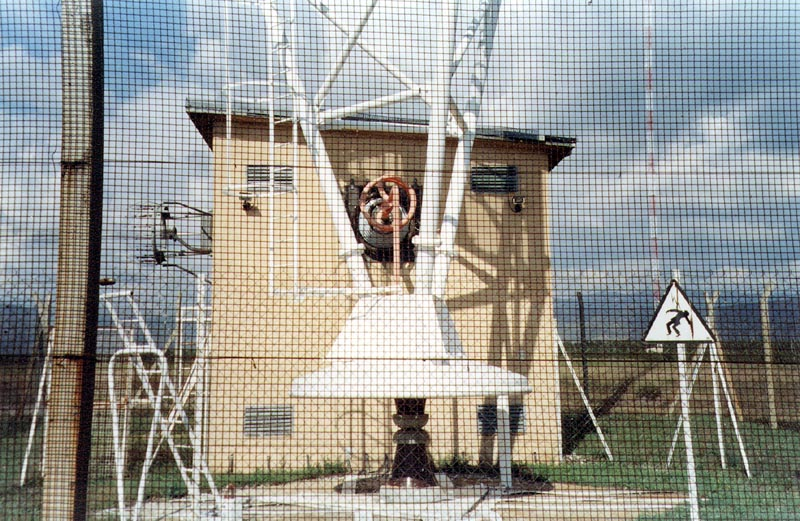
Isolateur en céramique situé à la base d'un pylône et supportant l'ensemble de la structure tout en assurant l'isolation galvanique par rapport au sol (principe des antennes de Marconi).
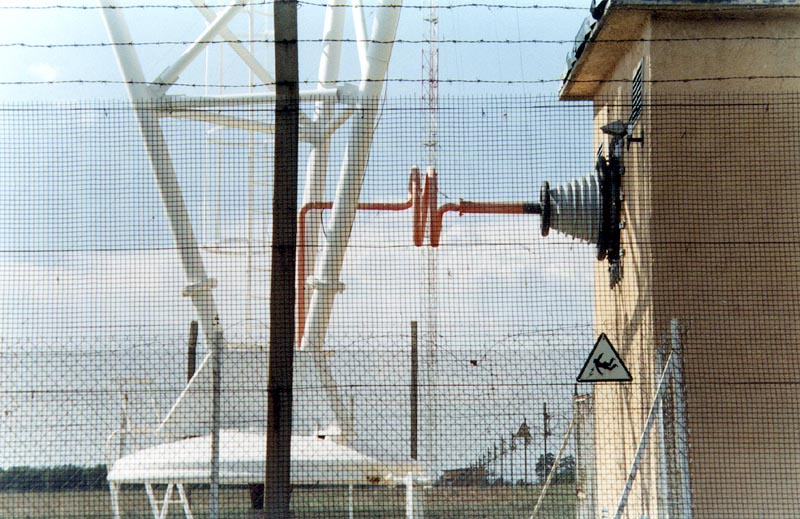
Inductance d'adaptation d'impédance située à la base d'un pylône rayonnant.
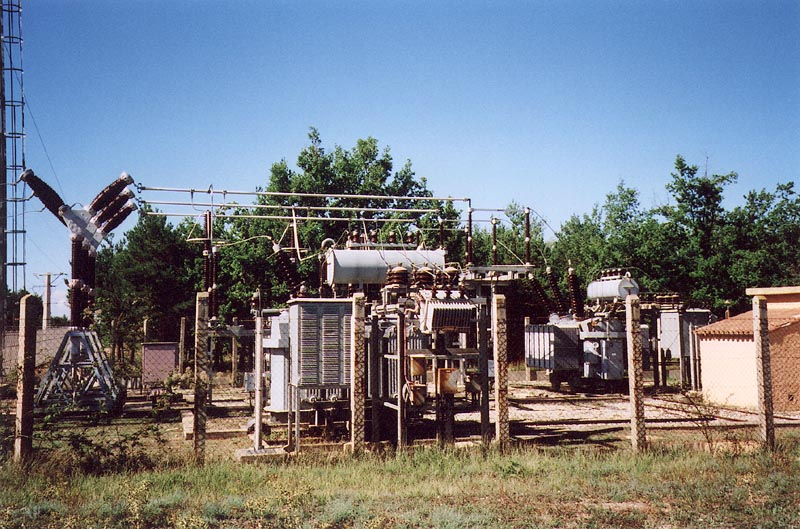
Poste de transformation 225/20 kV de RTE assurant l'alimentation électrique du site d'émission de Roumoules de la MCR.

## Équipements hertziens en ondes moyennes
Pylônes ondes moyennes, qui diffusent le programme de TWR sur 1 467 kHz avec une puissance de 1 000 kW (septembre 2002) :

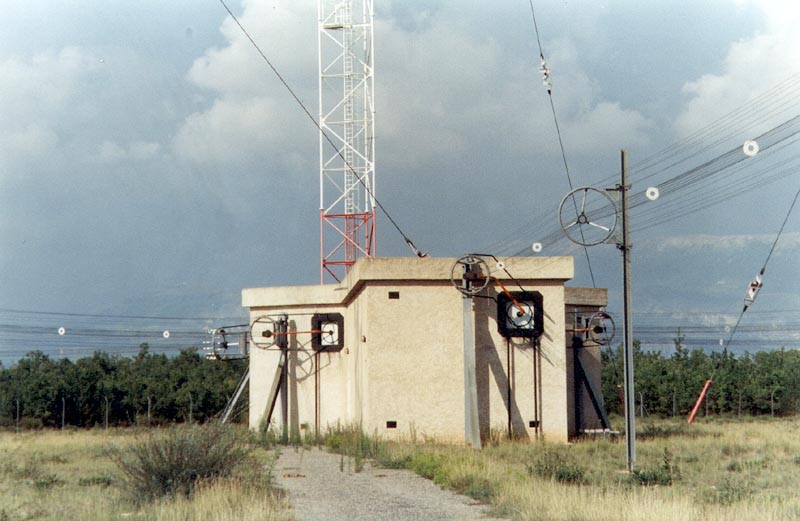
Bâtiment technique assurant la distribution de la modulation sur les cinq pylônes ondes moyennes.
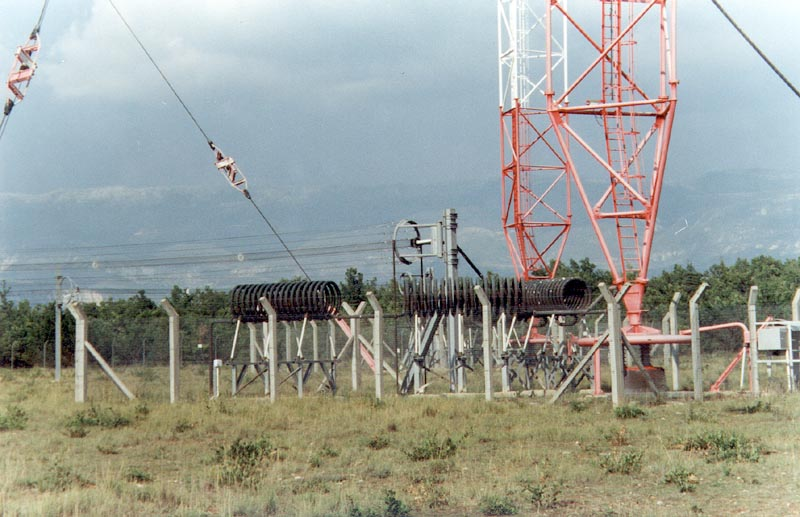
Inductances d'accord des antennes ondes moyennes assurant l'adaptation d'impédance par rapport à la hauteur de chaque pylône.